# Tectaria lizarzaburui
Tectaria lizarzaburui là một loài thực vật có mạch trong họ Dryopteridaceae. Loài này được (Sodiro) C. Chr. miêu tả khoa học đầu tiên năm 1934.